# Lithobates areolatus
Lithobates areolatus es una especie de anfibio anuro del género Lithobates.

## Distribución geográfica
Es originaria de los estados Indiana, Nebraska, Texas y Misisipi, en Estados Unidos.

## Subespecies
- Rana areolata areolata (Baird & Girard, 1852).
- Rana areolata circulosa (Davis and Rice, 1883).